# Isochroondatering

Het principe van isochroondatering: in drie kristallen met veronderstelde gelijke ouderdom (oranje, roze en blauw) meet men de hoeveelheid van een radio-actief isotoop en de bijbehorende dochterisotoop. De waarden worden genormaliseerd en tegen elkaar uitgezet in een grafiek. De kristallen laten zien hoeveel moeder- en dochterkernen (respectievelijk rood en groen) op drie tijdstippen aanwezig zijn. Oorspronkelijk bevatten de drie fases een verschillende hoeveelheid van de radio-isotoop en bevonden ze zich op een horizontale lijn. Met het verlopen van de tijd verdwijnt een steeds groter deel van de radio-isotoop, maar de drie fases blijven op een (steeds steilere) lijn liggen. De ouderdom van de kristallen volgt uit de helling van de isochroon.

Isochroondatering is een methode bij absolute, radiometrische datering, waarbij men de hoeveelheid van de moeder- en dochterisotoop in meerdere kristallen van gelijke ouderdom meet. De methode staat of valt met de aanname dat de gemeten kristallen gelijke ouderdom hebben; die aanname is gebaseerd op het feit dat ze afkomstig zijn uit hetzelfde of gerelateerde monsters. Wegens de constante halfwaardetijd van de moederisotoop moet de verhouding tussen de moederisotoop en de door verval gevormde dochterisotoop in de kristallen gelijk zijn. De gemeten hoeveelheid van de twee isotopen ligt na normalisatie op een lijn: een isochroon. De helling van de isochroon is direct afhankelijk van de ouderdom van de kristallen en wordt gebruikt om deze te berekenen. De methode is betrouwbaarder als de metingen een grotere spreiding hebben: dit vermindert de foutenmarge bij het opstellen van de isochroon.
Isochroondatering werd voor het eerst beschreven voor rubidium-strontiumdatering door de Zuid-Afrikaanse geoloog L.O. Nicolaysen in 1961.

## Achtergrond
Alle radiometrische datering is gebaseerd op het verval van radio-actieve moederisotopen naar "radiogene" dochterisotopen. Kalium-argondatering bijvoorbeeld is gebaseerd op het verval van kalium-40 (40K) naar argon-40 (40Ar); samarium-neodymiumdatering gebruikt het verval van samarium-147 (147Sm) naar neodymium-143 (143Nd); en uranium-thorium-looddatering neemt het verval van verschillende isotopen van uranium en thorium naar verschillende isotopen van lood (elk met meerdere tussenstappen).
De snelheid van verval is afhankelijk van de hoeveelheid radio-actieve kernen van de moederisotoop. Deze relatie is vergelijkbaar met een eerste orderelatie bij de snelheid van een scheikundige reactie:
{\displaystyle -{\frac {dN}{dt}}=\lambda N}
Waarbij N staat voor de overgebleven hoeveelheid radio-actieve moederkernen op tijdstip t (de verstreken tijd) en λ de vervalconstante is. Deze relatie laat zien dat de kans dat een radio-isotoop vervalt door de geologische geschiedenis gelijk blijft. De snelheid van verval vermindert alleen wegens de geleidelijke afname van de hoeveelheid moederkernen. 
De radiometrische datering gaat er van uit dat de gemeten mineralen en kristallen gesloten systemen zijn, waaruit geen moeder- of dochterkernen kunnen ontsnappen. Hoeveel moederkernen zijn overgebleven hangt af van de verstreken tijd of ouderdom en de hoeveelheid aanwezige moederkernen tijdens de vorming van het systeem (N0):
{\displaystyle N=N_{0}e^{\lambda t}}
De hoeveelheid door verval gevormde dochterkernen is simpelweg het verschil tussen de initiële en gemeten hoeveelheid moederkernen. Elke radio-actieve moederkern vervalt immers naar een enkele dochterkern. De hoeveelheid dochterkernen is dan als volgt te berekenen:
{\displaystyle D=D_{0}+N\left(e^{\lambda t}-1\right)}
Waarbij D0 de initiële hoeveelheid dochterkernen is - aangenomen dat er al bij vorming (niet-radiogene) dochters aanwezig waren. in de praktijk is dit meestal een vergelijking met twee onbekenden: de ouderdom t en de initiële hoeveelheid. Hoewel voor de hoeveelheid bij vorming aanwezige dochterkernen in sommige systemen een goed beredeneerde schatting mogelijk is, gaat dat zeker niet in alle gevallen op. Het opstellen van een isochroon biedt een oplossing, omdat het de noodzaak de initiële hoeveelheid D0 te kennen wegneemt.

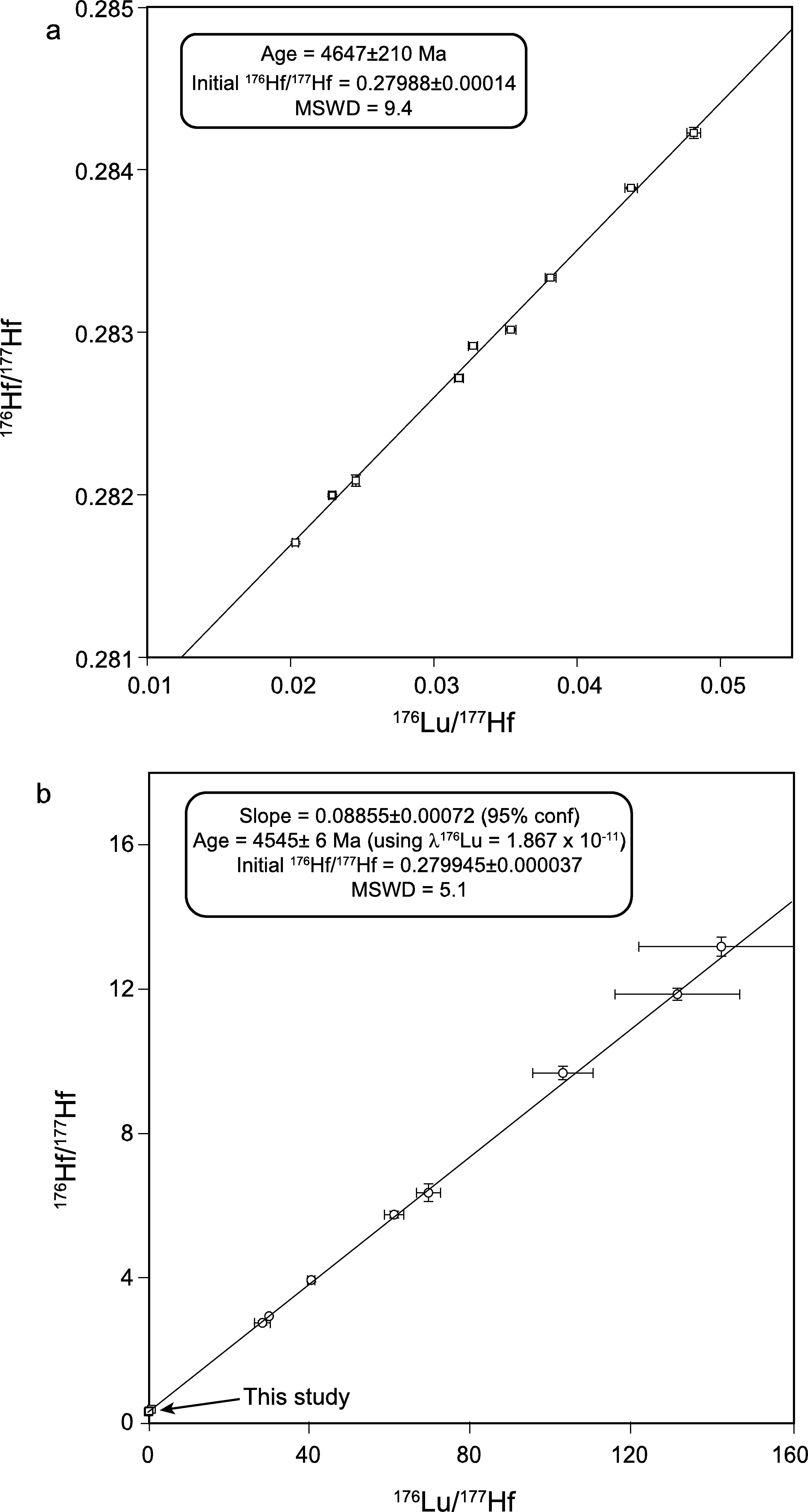
Een voorbeeld van datering met behulp van isochronen. In dit geval zijn monsters van meteorieten gedateerd met de lutetium-hafniummethode. Om de data te normaliseren wordt hafnium-177 gebruikt.

## Gebruik van een isochroon
De verhouding tussen de aanwezige hoeveelheid moederkernen en radiogene dochterkernen is in kristallen van gelijke ouderdom hetzelfde. In een grafiek waarin de dochters en moeders tegen elkaar worden uitgezet liggen zulke kristallen op een lijn. Om de hoeveelheden isotopen in monsters te meten is een massaspectrometer nodig.
De meting van de hoeveelheid dochterkernen maakt echter geen onderscheid tussen door verval gevormde dochters en dochters die al bij het ontstaan aanwezig waren. Deze initiële hoeveelheid dochters kan bovendien per kristal verschillen. Om dit probleem op te lossen is het gebruikelijk ook een ander, niet-radiogeen en stabiel isotoop van hetzelfde element als de dochterisotoop te meten. De moeder- en dochterisotoop worden genormaliseerd door ze uit te drukken in verhouding tot deze onveranderlijke isotoop (de "stabiele dochter"). Omdat de kristallen geacht worden te zijn ontstaan uit dezelfde bron, moeten ze oorspronkelijk dezelfde verhouding tussen radiogene en stabiele dochters hebben gekend.
Bijvoorbeeld de renium-osmiummethode gebruikt het verval van het radio-isotoop renium-187 (187Re) naar de (stabiele) dochter osmium-187 (187Os). Per conventie gebruikt men daar osmium-188 voor. De (lineaire) vergelijking voor de hoeveelheid dochterkernen is in dit geval:
{\displaystyle \left({\frac {{}^{187}\mathrm {Os} }{{}^{188}\mathrm {Os} }}\right)_{\mathrm {meting} }=\left({\frac {{}^{187}\mathrm {Os} }{{}^{188}\mathrm {Os} }}\right)_{\mathrm {initieel} }+\left({\frac {{}^{187}\mathrm {Re} }{{}^{188}\mathrm {Os} }}\right)\cdot (e^{\lambda t}-1)}
De genormaliseerde hoeveelheid van moeders en dochters wordt uitgezet in een grafiek. De isochroon volgt uit regressieanalyse van de data. De helling (richtingscoëfficiënt) van het isochroon (d[D*]/d[N]) is direct gerelateerd aan de ouderdom:
{\displaystyle {\frac {{d}^{187}\mathrm {Os} }{{d}^{187}\mathrm {Re} }}=e^{\lambda t}-1}
Dit kan omgeschreven worden tot:
{\displaystyle t={\frac {ln\left({\frac {{d}^{187}\mathrm {Os} }{{d}^{187}\mathrm {Re} }}+1\right)}{\lambda }}}
Dit geeft de meest waarschijnlijke "modelouderdom" van de kristallen.

## Lood-looddiagram

Een lood-looddiagram waarin ^{206}Pb/^{204}Pb en ^{207}Pb/^{204}Pb tegen elkaar staan uitgezet. De drie gekleurde krommen laten het verloop van drie monsters met dezelfde ouderdom maar een verschillende initiële hoeveelheid uranium zien. De monsters liggen op elk moment op een rechte lijn. Uit de helling van die isochroon volgt de ouderdom. In tegenstelling tot een gewoon isochroondiagram neemt de helling van de isochroon in dit diagram door de tijd af.

Bij het uranium-loodsysteem gaat het dateren anders dan bij andere vervalsystemen. In dit speciale geval vervallen twee isotopen van uranium onafhankelijk van elkaar naar twee verschillende stabiele isotopen van lood. Om die reden geven uranium-loodmetingen niet één maar twee "klokken" - twee onafhankelijke waardes voor de ouderdom van een monster. Omdat de gemeten elementen dezelfde zijn is verstoring door scheikundige processen vrijwel uitgesloten. De methode is daarom zeer betrouwbaar.
Om de informatie van beide manieren van verval te vergelijken worden de twee dochterisotopen lood-206 en lood-207 tegen elkaar uitgezet. Het resultaat is een lood-looddiagram. Ook in een dergelijk diagram volgt een gesloten systeem door de tijd een kromme lijn, maar monsters van dezelfde ouderdom liggen telkens op een rechte lijn (een isochroon). De helling van de isochroon neemt af met de tijd en kan gebruikt worden om de ouderdom te berekenen.
Een speciaal geval van een isochroon in de uranium-looddatering is de lijn die monsters van primordiale meteorieten met elkaar verbindt. Deze meteorieten waren, voordat ze op Aarde insloegen, kleine puinfragmenten die onderdeel van het Zonnestelsel uitmaakten. Volgens de hypothese van de Zonnenevel zijn ze gevormd bij het ontstaan van het Zonnestelsel en daarna onveranderd gebleven. Hun ouderdom is daarom dezelfde als die van het Zonnestelsel en die van de Aarde. De lijn die de isotopensamenstelling van deze meteorieten verbindt wordt de geochroon genoemd.